# Gressholmen
59°53′05″N 010°43′15″Ø / 59.88472°N 10.72083°Ø
Gressholmen er en ø i indre Oslofjord, nær Akersneset i Oslo centrum.
Der går båd fra Rådhusbrygge 4 til øen (før 21. marts 2015 gik bådene fra Vippetangen). 
Gressholmen hænger sammen med Rambergøya og Heggholmen, og dækker knap 15 hektar. Store dele af området er et naturreservat, men der findes også bådehavn og enkelte huse og hytter på øen. Gressholmen var tidligere kendt for sine mange vildkaniner, men disse blev udryddet i påsken 2007 fordi deres græsning medførte erosion og ødelæggelse af den beskyttede  flora.
Gressholmen-Rambergøya naturreservat blev oprettet i 1992, for at beskytte et værdifuldt vådområde.
Oslos første flyveplads, Gressholmen sjøflyhavn, blev åbnet her i 1927. Her findes også en række badesteder, og blandt andet en   naturiststrand. Gressholmen kro holder åbent i sommerhalvåret. Den lukkede i 2015 etter 25 års drift, men er genåbnet i 2017 med nye ejere.

## Eksterne kilder og henvisninger
- Wikimedia Commons har flere filer relateret til Gressholmen
- Oslo kommune, Friluftsetaten: Turguide til øerne
- Gressholmen Kro
- Gressholmen Båtforening
- Bymiljøetatens badeinfo
- Gressholmen kro – rehabilitering Arkiveret 4. december 2017 hos  Wayback Machine